# Ilyodrilus mastix
Ilyodrilus mastix är en ringmaskart som beskrevs av Brinkhurst. Ilyodrilus mastix ingår i släktet Ilyodrilus och familjen glattmaskar. Inga underarter finns listade i Catalogue of Life.